# Cisalpinische Republik
Die Cisalpinische Republik (zeitgenössische Schreibweise; daneben modern Zisalpinische Republik; italienisch Repubblica Cisalpina) war eine durch französischen Revolutionsexport am 29. Juni 1797 errichtete italienische Tochterrepublik, die aus den Vorgängerstaaten Cispadanische Republik und Transpadanische Republik gebildet worden war. Sie wurde am 26. Januar 1802 in Italienische Republik (italienisch Repubblica Italiana) umbenannt und am 17. März 1805 durch Eingliederung in das neugeschaffene Königreich Italien aufgelöst.

## Name
Der Name der Republik leitet sich vom lateinischen Wort cis für diesseits ab; die Cisalpinische Republik war also die Republik diesseits der Alpen, vom italienischen Blickwinkel aus gesehen. Zudem spielte die Namenswahl auf die antike Bezeichnung Gallia cisalpina für Norditalien entlang des Flusses Po an.

## Größe und Wirtschaft

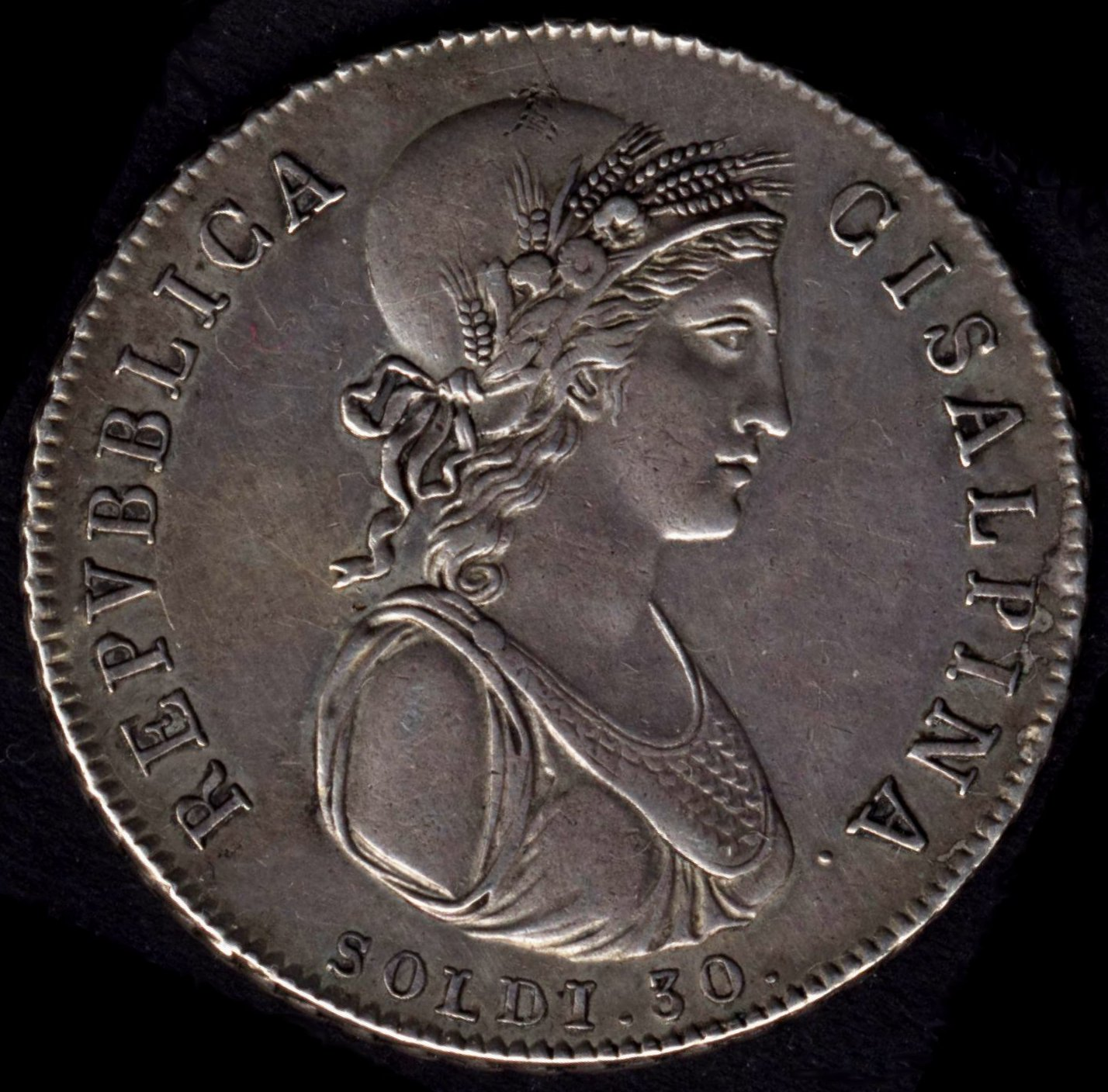
Münze der Cisalpinischen Republik von 1801

Der Staat mit der Hauptstadt Mailand umfasste die Lombardei mit Mantua, Bergamo, Brescia und Cremona, Verona und Rovigo, das Herzogtum Modena, die Fürstentümer Massa und Carrara und die Legationen Bologna, Ferrara und Mesola nebst der Romagna, seit dem 22. Oktober 1797 auch noch das ehemals bündnerische Untertanengebiet Veltlin mit Bormio und Chiavenna. Es gab zudem Bestrebungen, die italienischsprachigen Teile der Schweiz, damals als Helvetische Republik bezeichnet und wie die Cisalpinische Republik eine Tochterrepublik Frankreichs, einzuverleiben.
Die Cisalpinische Republik umfasste ab 1797 rund 42.500 km² mit 3,24 Millionen Einwohnern und war in 20 Departements eingeteilt. Die Hauptstadt Mailand, in der zeitweise bis zu 25.000 französische Besatzungssoldaten lebten, war mit 124.000 Bewohnern die bevölkerungsreichste Stadt, gefolgt von Bologna und Ferrara. Es war ein wirtschaftlich blühendes Land, das überwiegend vom Ackerbau, daneben von der Vieh- und Seidenraupenzucht lebte. Darüber hinaus gab es das traditionelle Handwerk und die wachsende Seidenindustrie sowie den Verkauf von Holz aus den Alpen und Marmor aus den Apenninen.

## Geschichte

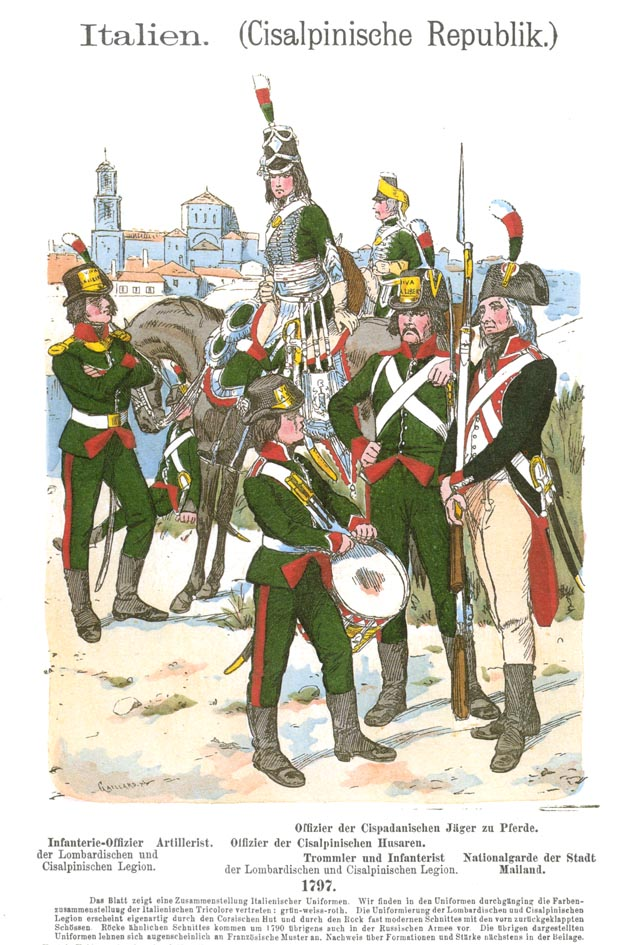
Soldaten der Cisalpinischen Republik

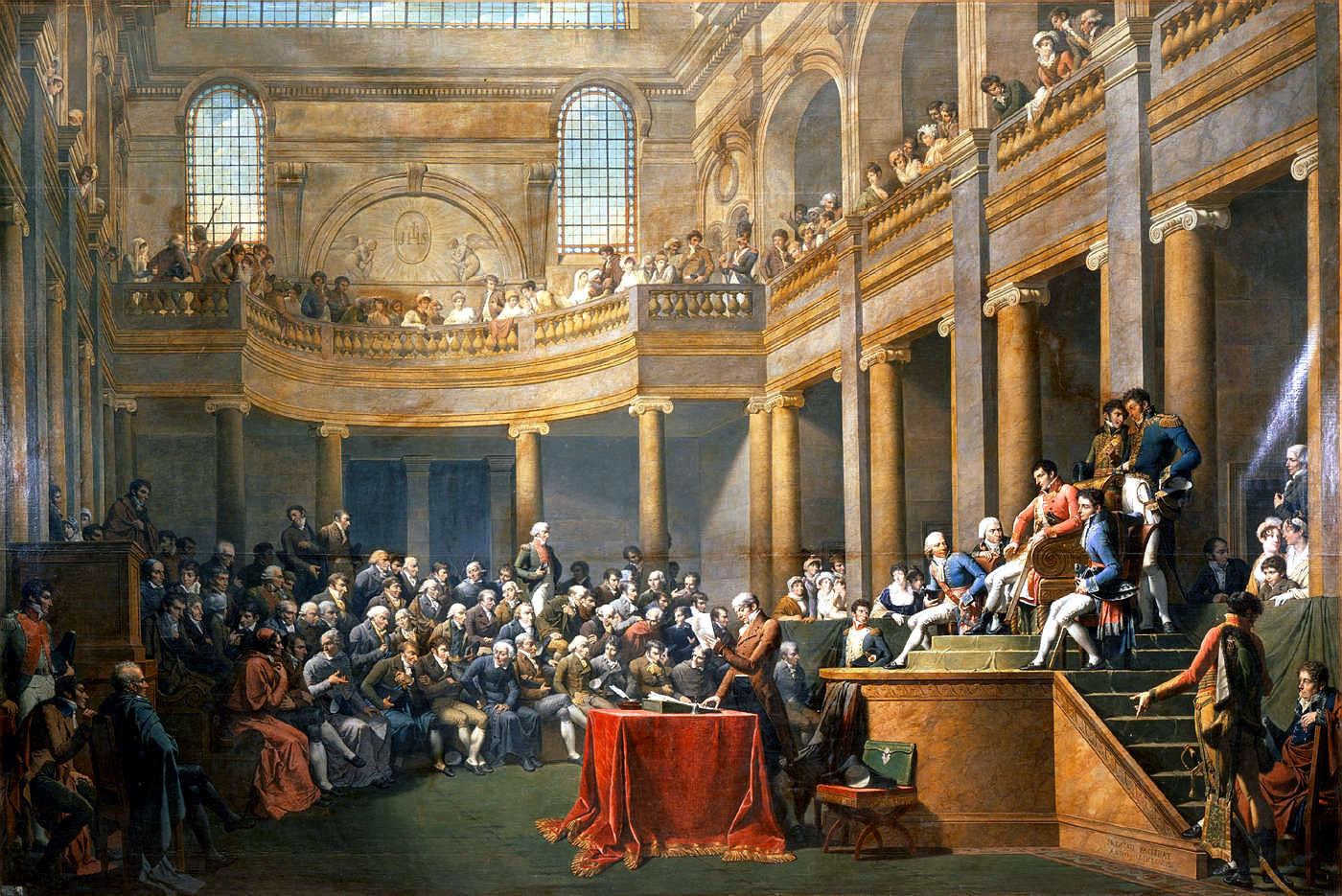
Napoleon wird Erster Konsul der Cisalpinischen Republik, 26. Januar 1802

Nach den für den Ausgang des Ersten Koalitionskrieges entscheidenden Siegen gegen Österreich im oberitalienischen Feldzug von 1796/1797 proklamierte Napoleon am 29. Juni 1797 die Cisalpinische Republik, indem er die erst im Vorjahr geschaffenen Cispadanischen und Transpadanischen Republiken vereinigte. Im November 1797 bot die Cisalpinische Republik Napoleon als ihrem Gründer das Lustschloss Castello di Montebello als Geschenk an.
Napoleon löste die bisherigen österreichischen Verwaltungsstrukturen auf und setzte eine provisorische Militärverwaltung ein, die unter anderem mit dem Einzug der Kriegskontributionen beauftragt war. Die erste Verfassung folgte dem Vorbild der Französischen Republik, mit einer bereits 1796 unter der französischen Militärverwaltung eingerichteten und Direktorium genannten fünfköpfigen Exekutive und einer zweikammerigen Legislative von 240 Mitgliedern, dem Senat und dem Großen Rat. Die höchste Staatsgewalt lag jedoch beim französischen Oberbefehlshaber in der Lombardei, Napoleon Bonaparte.
Die Beziehungen zwischen der Cisalpinischen Republik und der Schweiz wurden anfangs durch permanente cisalpinische Versuche belastet, die südlich der Alpen gelegenen italienischsprachigen Schweizer Gebiete im Tessin zu annektieren. Damit sollte ein Nationalstaat nach französischem Vorbild mit gleicher Sprache und Kultur errichtet werden. In den Jahren 1810 bis 1813 ließ Napoleon das Tessin von italienischen Truppen und Zollbeamten besetzen, um den zunehmenden Schmuggel und Desertionen aus der Armee zu unterbinden.
Österreich erkannte den neuen Staat im Frieden von Campo Formio vom Oktober 1797 an, drang aber bei Beginn des Zweiten Koalitionskrieges im Mai 1799 in das Land ein und hob die Republik auf. Bonapartes Sieg bei Marengo im folgenden Jahr stellte die ursprünglichen Verhältnisse wieder her. Der Frieden von Lunéville 1801 bestätigte die Existenz der Cisalpinischen Republik, die eine zweite, neue Verfassung mit einer einkammerigen Legislative (Consulta) und einer neunköpfigen Exekutive (Governo) erhalten hatte. Am 26. Januar 1802 änderte sie ihren Namen in Italienische Republik, nahm die französische Konsulatsverfassung an und wählte Napoléon Bonaparte zum Präsidenten. Am 17. März 1805 nahm Napoléon, seit Dezember 1804 Kaiser der Franzosen, die Krone des Königreichs Italien an und löste die Italienische Republik auf.

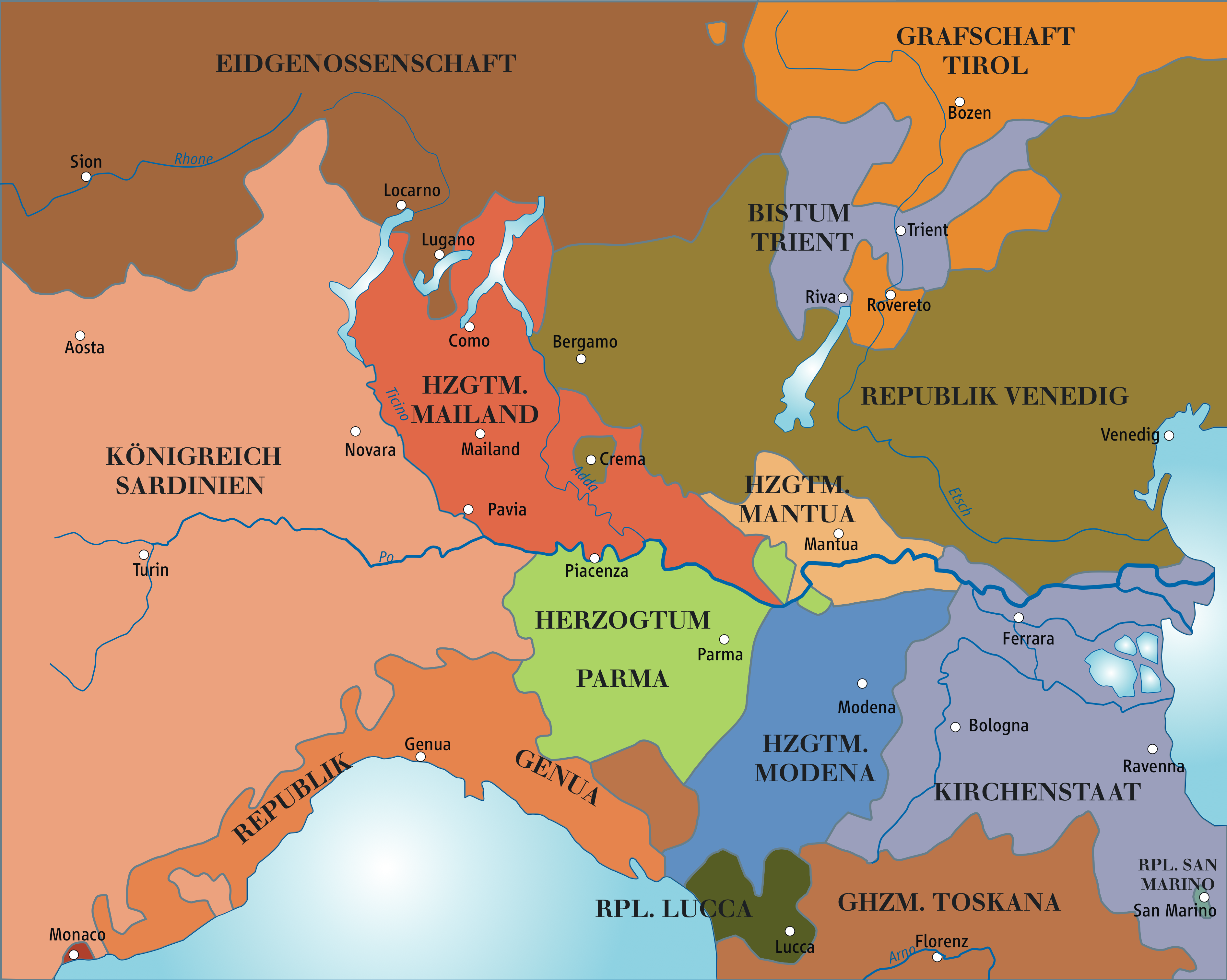
Nord- und Mittelitalien im Jahr 1796
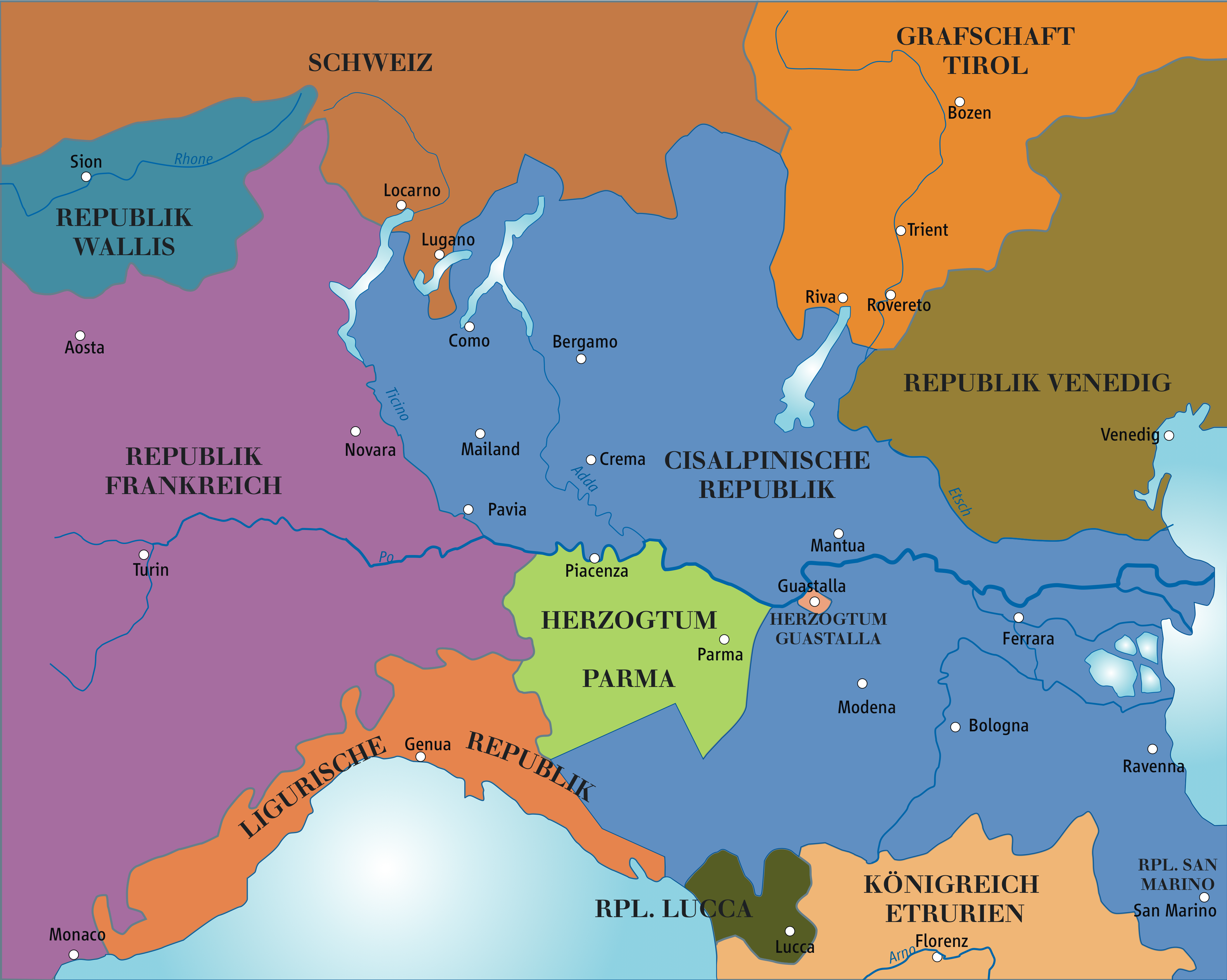
Nord- und Mittelitalien im Jahr 1803
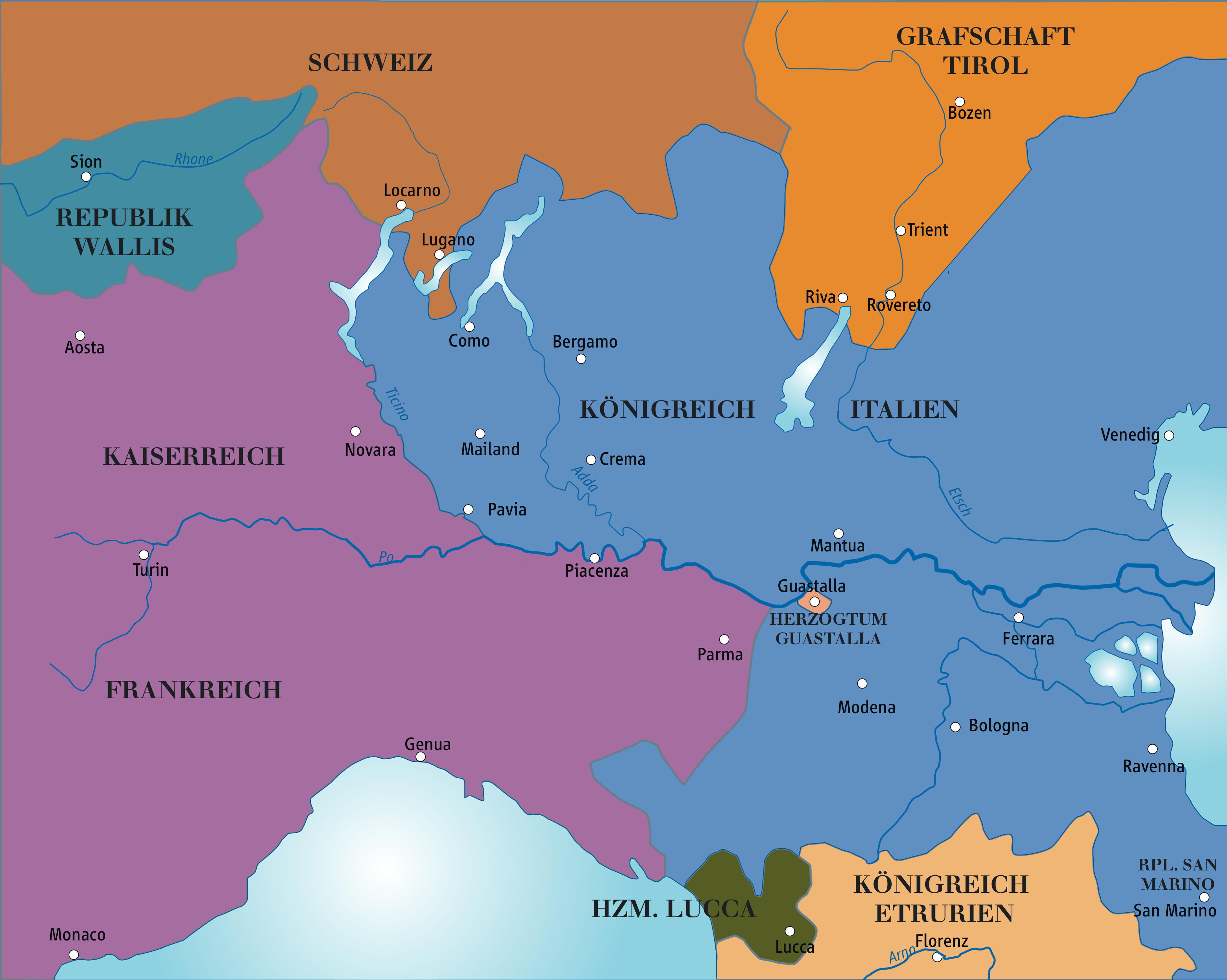
Nord- und Mittelitalien im Jahr 1806

## Flaggen und Nationalfarben

Cisalpinische Republik
Italienische Republik (Landflagge)
Italienische Republik (Seeflagge)

Die Nationalfarben des heutigen italienischen Staates entsprechen der Cisalpinischen bzw. Italienischen Republik. Die Flagge der Cisalpinischen Republik, eine Trikolore, wurde erst am 11. Mai 1798 offiziell angenommen und hatte senkrechte Streifen. Auch die transpadanische Vorläuferrepublik benutzte Standarten mit senkrechten Streifen. Die Flagge der Italienischen Republik entsprach bis zum 20. August 1802 der cisalpinischen Trikolore. In einem Text des damaligen Kriegsministers Trivulzi heißt es: 

„Die Regierung billigte, auf meinen Vorschlag hin, die Änderung der Nationalflagge zu Wasser und zu Land. Somit ist die neue Flagge zu Land quadratisch mit einem roten Hintergrund. Sie trägt einen weißen Rhombus, der wiederum ein grünes Quadrat enthält. Zu Wasser ist die Flagge identisch, jedoch rechteckig. Das Symbol auf Kriegsschiffen soll ein Wimpel in den entsprechenden Farben sein. Die Brigaden der Infanterie sowie die Kavallerie-Regimenter sollen auf ihren Standarten die gleichen Farben im selben Muster führen.“

Als am 17. März 1805 Napoleon Bonaparte zum König von Italien ernannt wurde, änderte man die Nationalflagge nicht. Lediglich auf den Kriegs- und den meisten Militärflaggen wurde auf der Rückseite das königliche Wappen hinzugefügt. Die um die Mitte des 19. Jahrhunderts entstandene italienische Nationalbewegung des Risorgimento nahm die Trikolore der Cisalpinischen Republik wieder auf und machte sie zur Einigungsflagge Italiens.

## Trivia
In den 1990er- und 2000er-Jahren vermarkteten die Schweizerische Bundesbahnen und die italienische Trenitalia einige Schnellzüge zwischen der Schweiz und Norditalien unter dem Namen Cisalpino.